# Gösta Asp
Gösta Vilhelm Asp, född 6 februari 1910 i Motala, död 25 maj 1986 i Ödeshög, var en svensk målare.
Gösta Asp studerade vid Edward Berggrens målarskola 1927-1928, Otte Skölds målarskola 1928-1930, Maison Watteau i Paris 1929 och Konsthögskolan i Stockholm 1930-1936. Han gjorde studieresor till bland andra Belgien, Storbritannien, Frankrike, Nederländerna, Italien och Spanien. Åren 1938-1939 reste han jorden runt och vistades en längre tid i Indonesien, främst på Java och Bali. Åren 1951-1961 var han bosatt i Köpenhamn. Inte minst hans utländska motiv, porträtt, motiv från barndomsstaden Motala och studier från fabriksmiljöer, har rönt intresse.
Han har haft separatutställningar i Stockholm, Göteborg, Helsingborg, Malmö och Norrköping. År 1970 hade Länsmuseet i Linköping en retrospektiv utställning med honom. Han är representerad bland annat i Moderna museet, Vänersborgs museum och Östergötlands länsmuseum.
Gösta Asp fick 1965 Stockholms stads konstnärsstipendium och Statens stora arbetsstipendium både 1967 och 1968.
Han var dessutom lärare på Gerlesborgskolan från mitten av femtiotalet och några år inpå sextiotalet.